# Pieridopsis obscurata
Pieridopsis obscurata är en fjärilsart som beskrevs av James John Joicey och Talbot 1921. Pieridopsis obscurata ingår i släktet Pieridopsis och familjen praktfjärilar. Inga underarter finns listade i Catalogue of Life.